# Prefektura Okinawa
Prefektura Okinawa (jap. 沖縄県 Okinawa-ken) – japońska prefektura usytuowana w południowej części wysp Riukiu. Okinawa jest jedyną prefekturą, która nie leży na żadnej z czterech głównych wysp Japonii (Honsiu, Kiusiu, Sikoku i Hokkaido), jest to też jedyna prefektura całkowicie usytuowana w strefie klimatu podzwrotnikowego. Okinawa jest najmłodszym terytorium państwa japońskiego. Do 1879 roku istniało tam niepodległe królestwo Riukiu.

## Historia
Kultura wysp Riukiu wyrosła na styku kultur Japonii, Chin i południowo-wschodniej Azji. Pod względem etnicznym, kulturowym i językowym mieszkańcy Riukiu są blisko spokrewnieni z Japończykami, niemniej już od wczesnych wieków podążali odrębną drogą rozwoju.
Początki państwowości Riukiu sięgają XII wieku, kiedy na Okinawie wyłoniła się klasa lokalnych władców aji. Proces konsolidacji władzy przez najsilniejszych aji doprowadził do powstania trzech państw na wyspie Okinawa, znanych później jako królestwa Nanzan, Chūzan i Hokuzan (dosł. Królestwa Południowej, Środkowej i Północnej Góry). Królestwo Chūzan podbiło swych sąsiadów na początku XV wieku, aby następnie rozciągnąć władzę na pozostałe wyspy Riukiu. W okresie największej świetności Królestwo Riukiu rozpościerało się od wysp Amami na północy, po wyspy Yaeyama (Ishigaki, Iriomote Yonaguni i in.) na południowym zachodzie.
Niewiele wiadomo na temat wczesnych władców Riukiu. Podług legend założycielem królestwa był Shunten, syn japońskiego wojownika Tametomo Minamoto, którego zawierucha wojenna wygnała z Japonii na Okinawę w 1165 roku. Pierwszym władcą, którego istnienie zostało jednoznacznie potwierdzone w chińskich kronikach, był Satto (lata panowania: 1355–1395). W 1405 roku władzę w królestwie Chūzan przejął książę Shishō, który wraz ze swym synem Hashim pokonał konkurentów z Hokuzanu (1416) i Nanzanu (1429) i zjednoczył Okinawę. Shishō dał początek tzw. Pierwszej Dynastii Shō. W 1468 roku niejaki Kanemaru, były minister na dworze zmarłego właśnie króla Shō o imieniu Toku, wzniecił rebelię i przepędził rodzinę Shō z zamku Shuri, sam ustanawiając się królem. Kanemaru przybrał imię Shō En, dając tym samym początek Drugiej Dynastii Shō, która rządziła aż do upadku królestwa w 1879 roku.
W 1372 roku na Riukiu przybyła misja od chińskiego cesarza Hongwu, wzywającego władcę Chūzan do uznania Chin za suzerena. Król Satto bez wahania spełnił żądania Chin, wysyłając następnego roku misję do Nankinu. Tym samym królestwo Riukiu stało się częścią sinocentrycznego systemu trybutarno-handlowego. Odtąd każdy nowy król występował do dworu chińskiego o nadanie mu inwestytury, która legitymowała jego prawa do tronu (królowie Shō Shishō i Shō En, którzy zdobyli tron na drodze zamachu stanu, skłamali przed dworem cesarskim, podając się za prawowitych potomków swoich poprzedników). Zwierzchnictwo Chin miało charakter czysto symboliczny, zaś cesarz nigdy nie ingerował w wewnętrzne sprawy królestwa. W zamian za uznanie jego zwierzchnictwa Riukiuańczycy uzyskali prawo do handlu z Chinami. Na podobnych warunkach stosunki z Chinami utrzymywały m.in. Korea, Annam i Tybet.
Kontakty z Chinami zaowocowały napływem chińskiej kultury. W wiosce Kume nieopodal portu w Naha osiedliła się niewielka społeczność zamorskich Chińczyków z Fujian, którzy szybko awansowali w hierarchii społecznej, piastując wysokie stanowiska w administracji państwa, oraz nadzorując handel zamorski. Królestwo zaczęło regularnie wysyłać studentów na studia do Pekinu.
Z drugiej strony królestwo otworzyło się na kontakty z Japonią, skąd przyjęło m.in. buddyzm oraz japońskie pismo sylabiczne kana. Jeśli język chiński stał się językiem dyplomacji, tak japoński został zaadaptowany na potrzeby administracji państwa. Klasztory buddyjskie stały się drugim miejscem docelowym riukiuańskich studentów.
Królestwo urosło w potęgę dzięki handlowi zamorskiemu. Przynależność do chińskiego systemu trybutarnego stanowiło niejako legitymację handlową, otwierającą porty w wielu krajach Azji. Riukiuańczycy kursowali pomiędzy Japonią, Koreą, Chinami, Wietnamem, Syjamem, Filipinami, Malakką i Palembangiem, stając się ważnym pośrednikiem handlowym.
Okres największej świetności Riukiu przypadł na lata panowania króla Shō Shin (1477–1526). Shō Shin zorganizował sprawny aparat administracji, który rozciągnął na wszystkie tereny królestwa. Książętom aji nakazał opuścić swe włości i osiąść u jego boku w stolicy Shuri, przyznając im w zamian lukratywne stanowiska oraz prawa do czerpania określonych zysków z ich posiadłości. Tym samym osłabił opozycję i zlikwidował zagrożenie rebelii na prowincji. Za czasów Shō Shina handel zamorski kwitł jak nigdy dotąd i nigdy później. Lata jego panowania są zwane „złotym okresem”.
Na początku XVI wieku Riukiuańczycy zaczęli wycofywać się z handlu zamorskiego. Złożyło się na to kilka przyczyn. W 1511 roku Malakkę zajęli Portugalczycy, z którymi Riukiuańczycy z nieznanych powodów nie chcieli ryzykować kontaktów. Z kolei pływanie do Japonii i Korei zrobiło się zbyt niebezpieczne ze względu na piratów wakō, którzy nagminnie łupili riukiuańskie statki na japońskich wodach. Pojawiła się także poważna konkurencja ze strony chińskich kupców, odkąd dwór w Pekinie zniósł obowiązujący ich zakaz handlu zamorskiego. Ostatecznie Riukiuańczycy ograniczyli handel tylko do Chin.
Pod koniec XVI wieku gwałtownie popsuły się stosunki z Japonią. Okinawa odmówiła Hideyoshiemu Toyotomi udziału w jego inwazji na Koreę. W 1609 roku królestwo zostało najechane przez japońskiego księcia Shimazu z Satsumy. Król Shō Nei został wywieziony do niewoli w Japonii, gdzie został zmuszony do uznania Japonii za suwerena Riukiu. Królestwo utraciło wyspy Amami oraz przyjęło wiele warunków, które ograniczyły jego autonomię polityczną i handlową.

Zamek Shuri

Japonia nie anektowała królestwa i uznała jego dotychczasowe relacje z Chinami. Riukiu wkroczyło w tzw. „okres podwójnej zależności”, będąc państwem wasalnym zarówno Chin, jak i Japonii. Reprezentowana przez Satsumę Japonia zachowała prawo do ingerowania w wewnętrzne sprawy królestwa, m.in. w obsadę najwyższych stanowisk państwowych oraz wybór króla, czyniła to jednak niezmiernie rzadko. W rzeczywistości władza Japonii na Okinawie była bardzo ograniczona. Japonia nie utrzymywała tu wojsk, zaś jej interes reprezentował tu tylko jeden urzędnik zaiban bugyō, który pełnił wyłącznie funkcję posła, bez żadnych kompetencji do ingerowania w sprawy riukiuańskiego rządu. Nie zmienia to jednak faktu, że Japończycy narzucili królestwu wysokie podatki oraz przejęli lwią część zysków z handlu zamorskiego.
W wyniku reform administracyjno-gospodarczych w XVII wieku królestwo zacieśniło więzy z japońskim systemem bakuhan (domeny feudalne, autonomiczne księstwa podległe władzy siogunatu), co dało niektórym japońskim historykom podstawę do twierdzenia, że Riukiu stało się de facto częścią japońskiego państwa. Tymczasem Japonia zawsze postrzegała Riukiu jako kraj zamorski oraz nie pozwalała, aby Riukiuańczycy wkroczyli zbyt głęboko w krąg cywilizacji japońskiej. Okinawa zaś przeżywała powtórną fascynację kulturą Chin. W XVIII wieku królestwo wkroczyło w okres względnego dobrobytu, zwany „drugim złotym okresem”.
Na początku XIX wieku na wodach Riukiu zaczęły pojawiać się okręty zachodnich mocarstw. W 1817 roku przybył tu Brytyjczyk Basil Hall, dzięki któremu w świat poszła wieść o miłującym pokój narodzie, nieposiadającym armii i nieprowadzącym z nikim wojen. W latach czterdziestych brytyjscy i francuscy misjonarze próbowali zapoczątkować na Okinawie działalność misyjną, z dość mizernym skutkiem. W 1853 roku na Okinawie zatrzymał się komandor Matthew Perry podczas swej historycznej podróży do Japonii. Podpisawszy rok później traktat z siogunatem o otwarciu japońskich portów dla amerykańskich statków, Perry powrócił na Okinawę, gdzie zawarł podobny traktat z Riukiuańczykami. Stany Zjednoczone były pierwszym państwem zachodnim, z którym Riukiu zawarło traktat. Niedługo później w ślady Amerykanów podążyli Francuzi i Holendrzy.
Japonia zaczęła myśleć poważnie o aneksji Okinawy dopiero po przewrocie Meiji. Status „podwójnej zależności” Riukiu nijak przystawał do międzynarodowych standardów, według których nowoczesne państwa definiowały swoje terytoria. Okazja „do rozwiązania kwestii Riukiu” nadarzyła się w 1871 roku podczas tzw. „incydentu tajwańskiego”, kiedy u wschodnich wybrzeży Tajwanu rozbił się statek z Riukiu, którego załoga została wymordowana przez miejscową ludność. Japonia wysłała zbrojną ekspedycję na Tajwan, a następnie wymusiła na Chinach wzięcie odpowiedzialności za incydent i uznanie Riukiuańczyków za poddanych Japonii. Równocześnie zaczęła naciskać na władze królestwa, aby zerwały stosunki z Chinami.
Aneksja Riukiu dopełniła się w marcu 1879 roku. Japonia wysłała na Okinawę oddział wojska i policji, zajęła zamek Shuri i proklamowała ustanowienie prefektury Okinawa. Król Shō Tai został wywieziony do Tokio. Chiny głośno zaprotestowały. Następnego roku Japonia i Chiny usiadły do stołu rokowań i wynegocjowały porozumienie o podziale wysp Riukiu, zgodnie z którym Okinawa miała przypaść Japonii, zaś wyspy Miyako i Yaeyama Chinom. Chiny jednak wycofały się z porozumienia. Los Riukiu został ostatecznie przypieczętowany przez klęskę Chin podczas wojny z Japonią w 1895 roku.
Okinawa była pierwszym, a zarazem jedynym terytorium zamorskim Japonii, które otrzymało status prefektury, oraz którego mieszkańcy, choć z dużym opóźnieniem, otrzymali prawa obywatelskie na równi z Japończykami. Mieszkańcy Okinawy stosunkowo szybko poddali się procesowi asymilacji i japonizacji. Do 1921 roku wszystkie różnice prawne i administracyjne pomiędzy Okinawą a tzw. „Japonią właściwą” zostały zlikwidowane. Niemniej przez cały okres przedwojenny Okinawa pozostawała najbiedniejszym regionem, z najniższym wskaźnikiem poziomu życia, najgorszym systemem edukacji i opieki społecznej oraz najgorszą infrastrukturą. Pod wieloma względami Japonia traktowała Okinawę jak kolonię, zwłaszcza w okresie pierwszych dwudziestu lat po aneksji. Mieszkańcy Okinawy, podobnie jak Tajwańczycy i Koreańczycy, doświadczali dyskryminacji społecznej.
Podczas II wojny światowej na Okinawie miała miejsce jedna z najkrwawszych bitew (zob. bitwa o Okinawę). W trwających blisko trzy miesiące walkach (kwiecień–czerwiec 1945 r.) zginęło ponad 94 tys. cywili, 100 tys. Japończyków oraz 14 tys. Amerykanów. Po wojnie Okinawa została oderwana od Japonii i dostała się na 27 lat pod amerykańską okupację wojskową. Amerykanie wybudowali tu liczne bazy wojskowe, zagarniając pod nie jedną piątą powierzchni wyspy.
Przez pewien czas Amerykanie łudzili się, że uda im się oderwać Okinawę na trwałe od Japonii i prowadzili politykę promowania lokalnej kultury, mając w zamyśle odrodzenie tożsamości narodowej Riukiu. Jednak autorytarny sposób sprawowania władzy oraz narastający konflikt wokół baz pchnął Okinawiańczyków ponownie w ramiona Japonii. Okinawiańczycy zaczęli ostentacyjnie manifestować swą japońskość, wywieszając np. japońską flagę narodową, która była tu zabroniona. W latach sześćdziesiątych zawiązali ruch społeczny na rzecz zwrotu Okinawy do macierzy (sokoku fukki undō), który skłonił Amerykanów do podjęcia rozmów z Japonią na temat zakończenia okupacji Okinawy. W 1969 roku prezydent Richard Nixon oraz premier Eisaku Satō zawarli porozumienie o zwrocie Okinawy, które nastąpiło w maju 1972 roku. Wbrew oczekiwaniom miejscowej ludności, powrót do Japonii nie przyniósł rozstrzygnięcia w kwestii wycofania amerykańskich sił zbrojnych.
Od czasu ponownego zjednoczenia z Japonią Okinawa przeżyła bezprecedensowy rozwój gospodarczy. Niemniej nadal pozostaje najbiedniejszą prefekturą w państwie, z najniższym wskaźnikiem dochodów per capita oraz najwyższym bezrobociem. Ponadto Okinawa jest w wysokim stopniu uzależniona od subsydiów z Tokio. Amerykańskie bazy wojskowe (mimo że stopniowo są oddawane Japonii) są przyczyną licznych napięć pomiędzy lokalnym społeczeństwem a japońskim rządem.

## Geografia i klimat

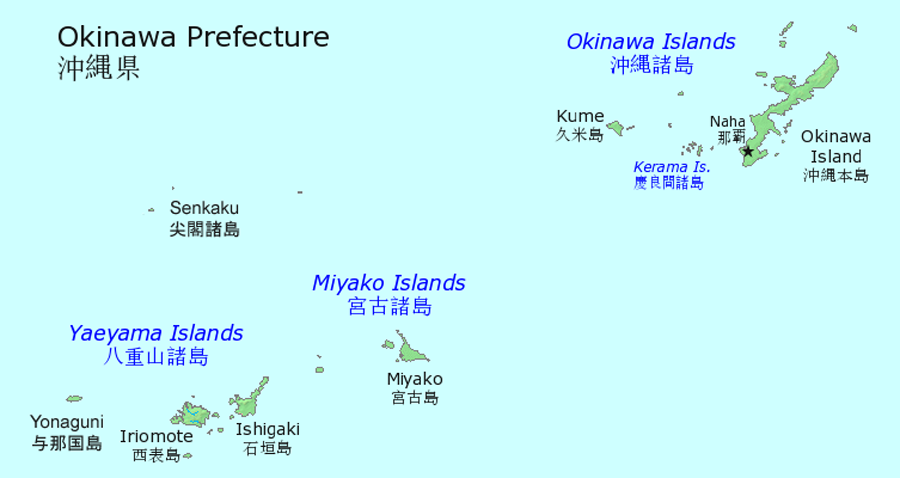
Prefektura Okinawa

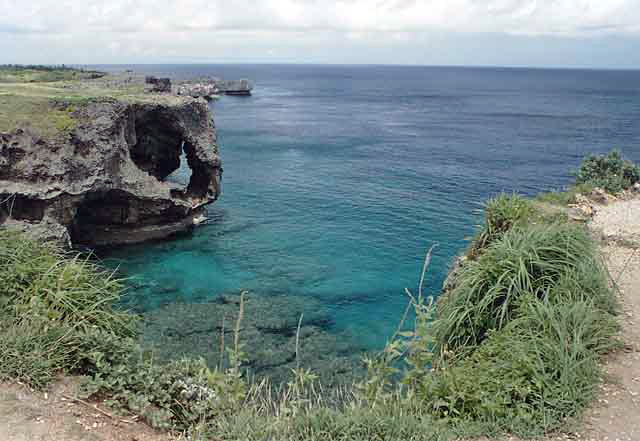
Okinawa, przylądek Manzamō

W skład prefektury Okinawa wchodzi 160 wysp i wysepek, spośród których 49 jest zamieszkane. Granice prefektury wyznaczają wyspy Iōtori na północy (128º13'E 27º53'N), Hateruma na południu (123º13'E 24º02'N), Kitadaitō na wschodzie (131º19'E 25º57'N) i Yonaguni na zachodzie (122º56'E 24º26'N). Do Okinawy należą także sporne z Chinami wyspy Senkaku. Powierzchnia prefektury wynosi 2281 km². Największe wyspy to: Okinawa, Iriomote, Ishigaki, Miyako i Kume.
Okinawa leży w rejonie o stosunkowo słabej aktywności sejsmicznej. Jedyny czynny wulkan znajduje się na wyspie Iōtori. Większość wysp jest pochodzenia koralowego. Najwyższą górą w prefekturze jest Omoto-dake (526 m n.p.m.) na wyspie Ishigaki.
Okinawę charakteryzuje łagodny klimat podzwrotnikowy morski. Średnia temperatura roku wynosi 22,7 °C, w lecie dochodzi do 32 °C. Panuje tu wysoka wilgotność powietrza. Pora deszczowa przypada na maj-czerwiec. Od sierpnia do października Okinawę nawiedzają liczne tajfuny. Średnia suma opadów: 2036 mm.

## Podział administracyjny
Okinawa składa się z 5 powiatów (gun) (Kunigami 国頭, Nakagami 中頭, Shimajiri 島尻, Miyako 宮古, Yaeyama 八重山) oraz 11 miast (shi), 11 miasteczek (machi) i 19 wsi (mura). Stolicą i zarazem największym miastem jest Naha 那覇.
Pozostałe miasta to:
- Ginowan 宜野湾 (90 tys.)
- Ishigaki 石垣
- Itoman 糸満
- Miyakojima 宮古島
- Nago 名護
- Nanjō 南城
- Okinawa 沖縄 (dawniej Koza) (126 tys.)
- Tomigusuku 豊見城
- Urasoe 浦添 (106 tys.)
- Uruma うるま (113 tys.)

## Ludność
Ludność prefektury wynosi 1 467 000 (2018 r.), co plasuje Okinawę na 25. miejscu w Japonii. Większość mieszkańców (ponad 900 tys.) mieszka w południowej części wyspy Okinawa.
Japonia ma najwyższy wskaźnik średniej długości życia na świecie, a Okinawa przez długie lata zajmowała pierwszą lokatę w rankingu prefektur. Jednak w 2000 roku spadła z pierwszej pozycji. Podczas gdy kobiety zachowały pierwsze miejsce (86,01 przy średniej krajowej 84,60) mężczyźni spadli poniżej średniej krajowej (77,64 wobec 77,71).
Okinawa ma najwyższy w Japonii wskaźnik przyrostu naturalnego (5,9) oraz najwyższy wskaźnik rozwodów (2,77) (2003).

## Kultura

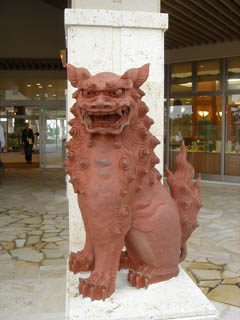
Lew shiisaa

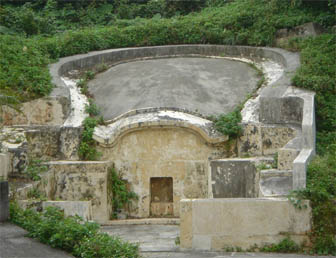
Grób o kształcie skorupy żółwia (kamekōbaka)

Pod względem kulturowym Okinawa różni się od pozostałych wysp Japonii do tego stopnia, że Japończycy wyrażają się o niej jak o „obcym kraju”. Okinawa szczyci się odmiennymi tradycjami, odrębną literaturą, muzyką, architekturą i religią. Silne są tutaj wpływy kultury chińskiej, czego najlepszym przykładem jest architektura zamku królewskiego w Shuri. Nieodłącznym elementem krajobrazu Okinawy są olbrzymie grobowce w kształcie skorupy żółwia (jap. kamekōbaka). Grobowce te dotarły z Chin (Fujian) w XVII wieku. Niemal na każdym kroku można natrafić na figurki lwów shiisaa, które strzegą domostw. Tradycja lwów także pochodzi z Chin i dotarła tu w XV wieku. Z Chin pochodzą też ishigantō – niewielkie obeliski stawiane na rozstaju dróg, które chronią okoliczne domy przed nieproszonymi duchami. Mieszkańcy Okinawy obchodzą chińskie święto zmarłych qingmingjie (ok. shiimii). Pochodzenia chińskiego są także wyścigi smoczych łodzi (ok. haarii).
Z Okinawy pochodzi karate.

### Literatura
Dawna literatura Okinawy rozwinęła się w oparciu o język japoński (pismo kana). Najstarszą formą literacką sięgającą XII wieku jest pieśń omoro. Omoro były pieśniami ludowymi i opowiadały o najstarszych dziejach Riukiu. W XVI i XVII wieku zostały skompilowane w antologię omoro sōshi.
Z Okinawy wywodzi się poezja ryūka – czterowersowa pieśń licząca 30 sylab (8-8-8-6). Ryūka narodziła się w ok. XV-XVI wieku i szybko rozpowszechniła się na wszystkich wyspach od Amami po Yaeyama (na Amami jest znana jako shimauta). Do jej rozwoju przyczynił się importowany z Chin instrument sanshin.
Okinawa ma także własny dramat sceniczny kumiodori, który powstał w XVIII wieku w oparciu o japońskie dramaty nō i kyōgen. Kumiodori został stworzony z myślą o rozrywce dla chińskich posłów, którzy przybywali z inwestyturą dla króla Riukiu.
W literaturze Riukiu obserwujemy brak prozy.
Współczesna literatura Okinawy jest pisana w języku japońskim oraz nastawiona głównie na japońskiego czytelnika, chociaż pisarze chętnie sięgają po lokalny dialekt, który nadaje jej swoistego kolorytu. Wśród znanych twórców uhonorowanych prestiżową nagrodą literacką im. Akutagawy są: Tatsuhiro Ōshiro, Mineo Higashi, Eiki Matayoshi i Shun Medoruma.

### Religia
Okinawa ma odrębne wierzenia bliskie animizmowi. Riukiuańskie religie mają charakter matriarchalny, gdzie kobiety pełnią najważniejsze funkcje. Za czasów królestwa religia była zinstytucjonalizowana, a kapłanki noro wciągnięte w administrację państwa. Najwyższą kapłanką była kikoe ōgimi – zazwyczaj siostra lub żona króla. Według tradycyjnych wierzeń kobiety posiadają moc ochronną mężczyzn.
Na Okinawie popularny jest szamanizm. Szamanki yuta pełnią ważną funkcję w społeczeństwie, pomagając ludziom uporządkować swe relacje z duchami przodków.
Buddyzm i shintō nie zapuściły głębokich korzeni w społeczeństwie Okinawy i stąd brak tutaj licznych świątyń buddyjskich i shintoistycznych chramów.

### Muzyka
Okinawa jest znana z pieśni ludowych oraz instrumentu sanshin. Sanshin trafił na Okinawę z Chin w XIV wieku i wywodzi się od chińskiego sanxian. Z Okinawy trafił później do Japonii dając początek shamisenowi. (Różnica między sanshinem a shamisenem jest m.in. taka, że sanshin jest obciągnięty skórą węża, a shamisen skórą kota).
Ostatnimi laty muzyka ludowa Okinawy stała się niezwykle popularna w Japonii. Wielu wykonawców muzyki pop chętnie sięga po okinawiańskie motywy, np. zespół Boom i jego utwór „Shima uta”. Wielką popularnością cieszą się wykonawcy z Okinawy, tacy jak Shōkichi Kina, czy grupa Begin. Z Okinawy pochodzą gwiazdy j-pop Namie Amuro i Kiroro.
Okinawa wytworzyła własny styl rocka, a na jego rozwój wpłynęli amerykańscy żołnierze, którzy dyktowali styl muzyki, jakiej chcieli słuchać w live-house’ach. Do legendy Okinawan rock przeszły kapele „Murasaki” i „Condition Green”. Dobrej muzyki zawsze można posłuchać w mieście Koza, gdzie w każdy weekend bawią się tłumy amerykańskich żołnierzy.

### Kuchnia
Lokalna kuchnia obfituje w wieprzowinę. Okinawiańczycy zajadają się flakami i golonką, lokalnym przysmakiem są świńskie uszy.
Najbardziej reprezentatywne potrawy:
- tibichi – golonka;
- rafutee – miękkie kawałki wieprzowiny duszone w sosie;
- sōki soba – zupa z makaronem i wieprzowymi żeberkami;
- goya chanpurū – smażone warzywa z gorzkim melonem goya;
- tōfu chanpurū – smażone warzywa z tōfu;
- yagi jiru – zupa z koźlęcia
- yagi sashimi – sashimi z koźlęcia (kawałki surowego mięsa maczane w sosie sojowym z imbirem).

Ponadto mieszkańcy Okinawy, podobnie jak Japończycy, jedzą ryż, dużo ryb i owoców morza. W dawnych czasach ważnym elementem codziennej kuchni był słodki ziemniak, kiedy nie wszystkich było stać na ryż.
Okinawiańczycy nie piją sake (nihonshu), tylko awamori. Najmocniejsze awamori typu hanazake z wyspy Yonaguni zawiera 60 procent alkoholu.

## Gospodarka
Okinawa jest najuboższą prefekturą Japonii. Bezrobocie wynosi 7,8% (najwyższe w kraju), zaś średni dochód per capita 70,8% średniej krajowej. Wzrost gospodarczy w 2003 r. wyniósł 1,6%.
Okinawa jest w wysokim stopniu uzależniona od pomocy finansowej rządu, skąd pochodzi 40% dochodów prefektury. Na drugim miejscu jest turystyka, która generuje 10% dochodów. Bazy wojskowe generują zaledwie 4,7%.

## Amerykańskie bazy wojskowe
Na Okinawie stacjonuje 50 826 Amerykanów, w tym 26 282 personelu militarnego, 1679 personelu cywilnego i 22 865 towarzyszących członków rodzin, co stanowi ok. 75% amerykańskich sił stacjonujących w Japonii (2003). Bazy w większości usytuowane są na wyspie Okinawa. 37 obiektów wojskowych zajmuje 23 687 ha, co stanowi 10,4% powierzchni prefektury (18% wyspy Okinawa).
Amerykanie planują wycofanie część sił na Guam. Rząd japoński w porozumieniu z USA planuje także przeniesienie bazy Futenma z gęsto zaludnionego miasta Ginowan na północ wyspy w okolice Nago.